# Zeuxidia zelinda
Zeuxidia zelinda är en fjärilsart som beskrevs av Corbet 1942. Zeuxidia zelinda ingår i släktet Zeuxidia och familjen praktfjärilar. Inga underarter finns listade i Catalogue of Life.